# Shumen
Shumen là một thị trấn thuộc tỉnh Shumen, Bungaria. Dân số thời điểm năm 2011 là 80511 người.

## Dân số
Dân số trong giai đoạn 2004-2011 được ghi nhận như sau:
| Năm | 2004  | 2005  | 2006  | 2007  | 2008  | 2009  | 2010  | 2011  |
| --- | ----- | ----- | ----- | ----- | ----- | ----- | ----- | ----- |
| Dân số | 86774 | 86381 | 86954 | 86735 | 86978 | 86824 | 86290 | 80511 |
| From the year 1962 on: No double counting—residents of multiple communes (e.g. students and military personnel) are counted only once. |       |       |       |       |       |       |       |       |